# Roller Coaster DataBase
Roller Coaster DataBase (RCDB) – założona w 1996 roku przez Duane'a Mardena internetowa baza danych kolejek górskich. Na rok 2021 baza zawierała niemal 11 tysięcy skatalogowanych kolejek górskich w ponad 5 tysiącach parków rozrywki na całym świecie. Zawarte w RCDB dane są dodawane do bazy wyłącznie na podstawie oficjalnych doniesień publikowanych przez parki rozrywki.

## Zawartość
W RCDB przechowywane są rekordy na temat:
- kolejek górskich:
  - status,
  - data otwarcia i zamknięcia,
  - parametry techniczne:
    - wysokość konstrukcji,
    - wysokość pierwszego spadku,
    - długość toru,
    - prędkość maksymalna,
    - maksymalny kąt spadku,
    - przyspieszenie,
    - czas trwania przejazdu,
    - przepustowość,
    - konfiguracja pociągów,

  - elementy składowe (np. inwersje),
  - modele i typy kolejek,
  - przeniesienia i zmiany nazw,
  - koszt budowy,

- parków rozrywki,

- producentów urządzeń,
- ludzi związanych z branżą parków rozrywki (m.in. projektanci urządzeń).

Witryna internetowa RCDB udostępnia raporty, m.in. na temat nowych kolejek otwieranych w kolejnych latach, podstawowych statystyk i rekordowych konstrukcji, a także umożliwia tworzenie własnych zapytań.
Baza zawiera także fotografie pozyskane od parków oraz ich gości (w 2021 roku było ich prawie 11 tysięcy) oraz odnośniki do około 10 tysięcy materiałów wideo.